# 天主教萬卡約總教區
天主教萬卡約總教區（拉丁語：Dioecesis Huancayensis）是秘魯一個羅馬天主教教省總教區，下轄兩個教區，是該國七個總教區之一。
1944年12月18日設置本教區，1966年6月30日升為總教區。
總教區包括胡寧大區五省。2004年有教友748,000人（佔轄區總人口92.7%）、四十四個堂區、六十二名司鐸。現任總主教為伯多祿·里卡多·巴萊托·希梅諾準樞機。